# Lekkerland
Die Lekkerland SE & Co. KG ist ein deutsches Großhandelsunternehmen für Lebensmittel, Getränke, Tabakwaren, Telekommunikation und Non-Food. In der Hauptsache werden Tankstellenshops und Kioske bedient. Der Unternehmenssitz befindet sich in Frechen, in Deutschland werden 13 Logistikzentren betrieben.

## Gesellschaftsstruktur
Seit dem 9. Oktober 2019 gehört die Lekkerland SE & Co. KG mit Sitz in Frechen zu 100 % der Rewe-Zentralfinanz eG aus Köln. 
Lekkerland Österreich mit Sitz in Ternitz konnte in diesem Zuge nicht von Rewe übernommen werden, weil die Bundeswettbewerbsbehörde (BWB) dagegen Bedenken angemeldet hatte. Im Januar 2022 wurde bekannt, dass Lekkerland Österreich vom Händler Unik übernommen wird.
Die Lekkerland SE & Co. KG war zuvor im Streubesitz. Einer der Großaktionäre war die Japan Tobacco International mit 25,1 %.

## Beteiligungen
- Lekkerland Nederland B.V. (Niederlande) 100 %
- Lekkerland Vending Services B.V. (Niederlande) 100 %
- Conway - The Convenience Company België N.V. (Belgien) 100 %
- Lekkerland Handels- und Dienstleistungs GmbH (Österreich) 100 %
- Conway - The Convenience Company S.A. (Spanien) 70 %
- Conway Fixmer S.à.r.l. (Luxemburg) 50 %

## Unternehmensgeschichte
Am 11. August 1960 gründeten die Unternehmen Veil & Sohn (Frankenthal), Gebr. Pütz oHG (Köln), Heinrich Winkels (Söthe, Mettmann), Ludwig Zeus oHG (Elz), Wilhelm Kohleisen (Mögglingen), Hermann Zeus KG (Großauheim), Karl Limbach (Eitorf/Sieg), Friedrich Linne (Düsseldorf), Paul Kaiser (Remscheid) und das Unternehmen August Kratz (Illingen) die Handelsorganisation Lekkerland Deutschland. Erster Geschäftsführer wurde Werner Veil. In den folgenden Jahren traten weitere Großhandlungen dem Lekkerland-Verbund bei.
Parallel dazu entstanden im europäischen Ausland Lebensmittelgroßhandlungen unter der Bezeichnung Lekkerland als mit der Gruppe verbundene Gesellschaften, zuerst im Jahr 1975 in Belgien/Luxemburg. 1989 wurde die Lekkerland Europa Holding GmbH  gegründet. 1991 folgte die Lekkerland International GmbH.
Die deutschen Lekkerland-Großhandlungen schlossen sich zu Bezirkszentralen und im Jahr 1991 zu fünf rechtlich selbstständigen Regionalzentralen zusammen. Im Jahr 1996 fusionierte Lekkerland mit der bislang konkurrierenden Großhandelsgruppe Sügro. Im Jahr 1998 wurde von dem Mineralölkonzern Shell die Tochter ESTE übernommen.
Zum 1. Januar 1999 fusionierten die Lekkerland GmbH & Co. KG und die Tobaccoland Großhandelsgesellschaft mbH & Co. KG zur Lekkerland-Tobaccoland GmbH & Co. KG. Der Automatenbereich wurde in die neue Gesellschaft Tobaccoland Automatengesellschaft mbH & Co. KG eingebracht, die bis heute eine Mehrheitsbeteiligung der Austria Tabak AG ist. Maßgeblicher Initiator der Fusion war der damalige Lekkerland-Geschäftsführer Wolfgang Zinn, der anschließend beide Unternehmen führte.
Anfang 2005 wurde die Handelsfirma von Lekkerland-Tobaccoland GmbH & Co. KG in Lekkerland GmbH & Co. KG geändert. 2007 wurde das Deutschland-Geschäft von der Konzernholding getrennt, mit Rechtsformwechsel und Umfirmierung der Holding in Lekkerland AG & Co. KG. Das operative Deutschland-Geschäft wurde in die Lekkerland Deutschland GmbH & Co. KG überführt.
Im Dezember 2015 übernahm Lekkerland (Schweiz) AG die Contadis AG, die Großhandelssparte des Schweizer Tabakkonzerns Oettinger Davidoff; die Transaktion wurde Anfang 2016 vollzogen.
Gemäß Medienberichten verlautbarte die Kölner Rewe Group am 28. Mai 2019, Lekkerland vollständig übernehmen zu wollen. Damit solle das Geschäft mit Convenience Food gestärkt werden. Am 9. Oktober 2019 gab das Bundeskartellamt die Übernahme frei.
Die Lekkerland (Schweiz) AG wurde mit Beschluss der Generalversammlung vom 2. Juli 2020 aufgelöst. Das Unternehmen wird liquidiert. Im September 2021 wurde bekannt, dass Saviva ihren Hauptsitz ins ehemalige Lekkerland-Gebäude in Brunegg verlegen will.

## Das Unternehmenslogo im Wandel der Zeit

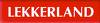